# Vrijheid, Intimiteit, Thuis, Arbeid en Liefde
Vrijheid, Intimiteit, Thuis, Arbeid en Liefde (VITAL) was een West-Vlaamse politieke partij.

## Geschiedenis
VITAL, de partij rond Vital Haghebaert, nam twintig jaar lang deel aan elke verkiezing in de Kieskring West-Vlaanderen. De eerste deelname dateert van de gemeenteraadsverkiezingen van 1994 in Bredene, de partij behaalde toen 64 voorkeurstemmen. In 2000 was het aantal stemmen toegenomen tot 82 (0,85%).
Bij de Vlaamse verkiezingen van 1995 behaalde de partij 308 stemmen (0,01%), in 1999 genoot de partij de voorkeur van 563 kiezers (0,01%) en in 2004 kon VITAL 1332 kiezers (0,03%) overtuigen. Aan de Vlaamse verkiezingen van 2009 kon de partij niet deelnemen doordat er een kandidaat op de kieslijst was opgenomen zonder rijksregisternummer. Bij de provinceraadsverkiezingen van 2000 kreeg de partij 316 stemmen (0,04%) en bij de federale verkiezingen van 2003 voor de Kamer van volksvertegenwoordigers overtuigde de partij 1325 stemgerechtigden (0,02%).
De partij wilde één kieskring voor heel Vlaanderen en de gelijkberechtiging van grote en kleine partijen op het vlak van subsidies. Bij de lokale verkiezingen van 2000 bevatte het partijprogramma daarnaast een verbod voor 'spelende kinderen op het voetpad indien er een speelplein is in een straal van 500 meter', alsook 'een verbod voor vrouwen die langer dan 10 minuten op straat praten, omwille van de stress die dit creëert voor buurtbewoners'.